# Oecetis buitenzorgensis
Oecetis buitenzorgensis är en nattsländeart som beskrevs av Georg Ulmer 1951. Oecetis buitenzorgensis ingår i släktet Oecetis och familjen långhornssländor. Inga underarter finns listade i Catalogue of Life.